# KFNB – Virginia und Florida
| KFNB „VIRGINIA“ und „FLORIDA“ | KFNB „VIRGINIA“ und „FLORIDA“ | KFNB „VIRGINIA“ und „FLORIDA“ |
| ----------------------------- | ----------------------------- | ----------------------------- |
| kein Bild vorhanden           |                               |                               |
| Technische Daten              |                               |                               |
|                               | „VIRGINIA“                    | „FLORIDA“                     |
| Bauart                        | 2A n2                         | 2A n2                         |
| Zylinder-Ø                    | 320 mm                        | 316 mm                        |
| Kolbenhub                     | 509 mm                        | 514 mm                        |
| Treibrad-Ø                    | 1192 mm                       | 1218 mm                       |
| Laufrad-Ø vorne               | 751 mm                        | 757 mm                        |
| Laufrad-Ø hinten              | –                             | –                             |
| Fester Radstand               | k. A.                         | k. A.                         |
| Gesamtradstand                | k. A.                         | k. A.                         |
| Gesamtradstand + Tender       | k. A.                         | k. A.                         |
| Heizfl. d. Rohre              | 34,6 m²                       | 35,4 m²                       |
| Heizfl. d. Feuerbüchse        | 4,4 m²                        | 4,1 m²                        |
| Rostfl.                       | k. A.                         | k. A.                         |
| Dampfdruck                    | 5,4                           | 5,4                           |
| Gewicht (leer)                | 11,1 t                        | 11,1 t                        |
| Adhäsionsgewicht              | k. A.                         | k. A.                         |
| Dienstgewicht                 | 12,4 t                        | 12,4 t                        |
| Dienstgewicht + Tender        | k. A.                         | k. A.                         |
| Wasser                        | 2,5 m³                        | k. A.                         |
| Kohle                         | 4,7 m³                        | k. A.                         |
| Länge                         | k. A.                         | k. A.                         |
| Länge + Tender                | k. A.                         | k. A.                         |
| Höhe                          | k. A.                         | k. A.                         |

Die Dampflokomotiven Virginia und Florida waren Personenzuglokomotiven der KFNB. Sie wurden von der Lokomotivfabrik William Norris 1841 geliefert und hatten die Achsformel 2A.
Da man offenbar in weiterer Folge mit den Leistungen der New York zufrieden war, erfolgte diese Nachbestellung. Der Unterschied der Abmessungen der beiden Maschinen zur New York war sehr gering.
Die Virginia hatte die Inventarnummer 27, die Florida 28.
Die Florida wurde 1850 abgestellt und 1856 ausgeschieden. Die Virginia verrichtete noch bis 1858 Dienst und wurde erst 1861 ausgemustert.